# Sõpruse Puiestee
Sõpruse Puiestee é uma banda estoniana formada em 2002 na cidade de Tallinn.

## Integrantes

### Formação atual
- Allan Vainola – vocal e guitarra (desde 2002)
- Merili Varik – vocal (desde 2011)
- Tõnis Veelmaa – teclado (desde 2011)
- Andrus Uutsalu – baixo (desde 2002)
- Villu Viirsalu – bateria (desde 2002)
- Mart Süda – saxofone (desde 2002)

### Ex-membros
- Kaupo Kaldmäe – teclado (2002–2007)
- Alar Tammela – guitarra (2002–2010)
- Margus Tammela – teclado e sintetizador (2007–2010)

## Discografia
Álbuns de estúdio
- 2003: Mustale merele
- 2004: XX sajandi lapsed
- 2007: Oota mind ära
- 2011: Planeetidegi vahel kehtib raskus

Singles
- 2004: "Armastuse plaat"
- 2007: "See aeg on kadunud"
- 2007: "Validool"
- 2010: "Planeetidegi vahel kehtib raskus"